# Covestro
Covestro è un'azienda multinazionale tedesca attiva nel settore della chimica dei materiali. In particolare opera come produttore di polimeri (policarbonato, poliuretano, adesivi e specialità chimiche ).

## Storia
È stata costituita nel 2015 da Bayer mediante scissione della sua divisione MaterialScience.
L'offerta pubblica di vendita si è concretizzata nel mese di ottobre dello stesso, con quotazione delle azioni alla Borsa di Francoforte .
Bayer è definitivamente uscita dall'azionariato nel 2018 .

## Presenza in Italia
L'azienda era già presente in Italia come divisione di Bayer. Con la cessione al gruppo tedesco Serafin delle attività relative alle lastre di policarbonato, allo stesso è passato lo stabilimento di Nera Montoro .
Le attività italiane sono quindi state concentrate nel quartier generale di Filago, stabilimento operativo nel compounding del policarbonato e sede legale e commerciale .